# یئونگام
یئونگام (به لاتین: Yeongam County) یک منطقهٔ مسکونی در کره جنوبی است که در استان جئولانام-دو واقع شده‌است. یئونگام ۵۴۴٫۴۸ کیلومتر مربع مساحت و ۵۷٬۰۴۵ نفر جمعیت دارد.